# Piroksferroit
Piroksferroit – minerał z grupy krzemianów łańcuchowych o składzie chemicznym (Fe2+
,Ca)SiO
3. Został odkryty w skałach księżycowych przywiezionych na Ziemię w misji Apollo 11.
Stwierdzono występowanie jego ziaren w księżycowych mikrogabrach i diabazach przywiezionych z Mare Tranquillitatis w misji Apollo 11 i z Oceanus Procellarum w misji Apollo 12. Później odkryto, że występuje także w ziemskich gabrach, np. w Japonii. Został nazwany ze względu na podobieństwo do piroksenów i obecność żelaza (łac. ferrum) obok magnezu. Tworzy szereg z piroksmangitem.